# Kikkan Haugen
Kikkan Marshall Haugen (* 16. Oktober 1960 in Bærum) ist ein norwegischer Diplomat. Er war von 2014 bis 2018 der norwegische Botschafter in Malawi und ist seit 2018 Botschafter in Angola.

## Leben
An einer Otto Treider Business School studierte er Wirtschaftswissenschaften, anschließend belegte er 1983 an der Universität Oslo einen Kurs in Psychologie. Danach arbeitete Kikkan Haugen für Nichtregierungsorganisationen. An der Handelshøyskolen BI machte er 2002 einen Bachelor in Management.
Er ist verheiratet und hat fünf Kinder.

## Diplomatischer Werdegang
Kikkan Haugen arbeitet seit 1994 für das norwegische Außenministerium. Von 1996 bis 2001 war er Erstsekretär an der norwegischen Botschaft in Sambia. Von 2004 bis 2008 war er an der norwegischen Botschaft in Nepal im Rang eines Ministerrats. Zurück in Oslo war er von 2008 bis 2014 Abteilungsleiter im Außenministerium.
Seinen ersten Einsatz als Botschafter hatte er von 2014 bis 2018 als norwegischer Botschafter in Lilongwe. Ab 2017 war er dort mitakkreditiert für Lusaka. Sein Nachfolger in Lilongwe wurde Steinar Egil Hagen. Von Malawi wechselte Kikkan Haugen 2018 als Botschafter an die norwegische Botschaft in Luanda, als Nachfolger von Ingrid Ofstad. Seine Akkreditierung in Angola erfolgte am 17. Oktober 2018 bei Präsident João Lourenço. Er ist dort mitakkreditiert für São Tomé und Príncipe. Im Januar 2021 eröffnete Norwegen eine neue Botschaft in Kinshasa. Bis dahin war Haugen als Botschafter in Angola mitakkreditiert für die Demokratische Republik Kongo, die Republik Kongo, Gabun und Äquatorialguinea.

## Engagement
Von 1993 bis 1996 war er Vorstandsmitglied sowohl des Norwegian Control Committees for Fundraising (Innsamlingskontrollen) als auch der Rainforest Foundation. Bei der Lincoln School Kathmandu war er von 2006 bis 2007 Vorstandsmitglied sowie von 2007 bis 2008 Vorstandsvorsitzender.